# Cantó de Lingolsheim
El cantó de Lingolsheim és un cantó francès del departament del Baix Rin, situat al districte d'Estrasburg. Creat amb la reorganització cantonal del 2015.

## Municipis
- Achenheim
- Blaesheim
- Breuschwickersheim
- Entzheim
- Fegersheim
- Geispolsheim
- Hangenbieten
- Holtzheim
- Kolbsheim
- Lingolsheim
- Lipsheim
- Oberschaeffolsheim
- Osthoffen